# پروژه تحقیقاتی و اطلاعاتی خاورمیانه
پروژه تحقیقات و اطلاعات خاورمیانه (به انگلیسی: Middle East Research and Information Project) (ام‌ای‌آرآی‌پی یا مریپ) یک گروه پژوهشی مستقل غیرانتفاعی است که در سال ۱۹۷۱ تأسیس شد و گزارش‌ها و مقالات موضعی را در مورد درگیری‌های مختلف خاورمیانه منتشر کرده‌است. برجسته‌ترین نشریه آن گزارش خاورمیانه است که هم به صورت آنلاین و هم به صورت مجله چاپی منتشر می‌شود.

## تاریخ
این پروژه در ابتدا توسط گروهی از فعالان ضد جنگ ویتنام آغاز شد، مریپ در سال ۱۹۷۱ با انتشار یک خبرنامه شش صفحه‌ای نامنظم به نام گزارش‌های مریپ آغاز شد. در سال ۱۹۷۳، گروه شروع به انتشار گزارش‌ها بر اساس برنامه‌ریزی کرد. جو استورک سردبیر قدیمی گزارش خاورمیانه بود.
مریپ با انتشارات مستقل پلوتو پرس شریک است. پلوتو در یک بیانیه مطبوعاتی، علایق مشترک آنها را اینگونه توضیح داد: «مأموریت هر دو سازمان، توانمندسازی و آموزش افرادی با دیدگاه‌های جایگزین در مورد چنین منطقه مورد بحث و مهمی از جهان است».